# Klaus Bierstedt
Klaus Dieter Bierstedt (* 4. Mai 1945; † 23. Mai 2009) war ein deutscher Mathematiker, der hauptsächlich auf dem Gebiet der Funktionalanalysis tätig war.
Bierstedt studierte von 1964 bis 1969 Mathematik (und nach eigenen Angaben bis zum Vordiplom auch Physik) an der Johannes Gutenberg-Universität in Mainz. Nach seiner Promotion bei Bernhard Gramsch im Jahr 1971 (Gewichtete Räume stetiger vektorwertiger Funktionen und das injektive Tensorprodukt) wechselte er an die Universität Kaiserslautern, wo er sich 1974 habilitierte. Noch im gleichen Jahr wurde er als Professor an die junge Universität-Gesamthochschule Paderborn berufen und war maßgeblich am Aufbau der Paderborner Mathematik beteiligt. 1980 bis 1981 war er Dekan des damaligen Fachbereichs 17 (Informatik und Mathematik).
Bierstedt war mehrere Jahre lang Mitglied des Präsidiums der Deutschen Mathematiker-Vereinigung und ihr Vertreter beim Fachinformationszentrum Karlsruhe.